# Susan Fenimore Cooper
Pour les articles homonymes, voir Cooper.
Susan Augusta Fenimore Cooper (17 avril 1813 - 31 décembre 1894) est une naturaliste amatrice américaine. Elle a fondé un orphelinat à Cooperstown  dans l'État de New York. Elle est la secrétaire de son père, l'écrivain James Fenimore Cooper et sa légataire littéraire.

## Biographie

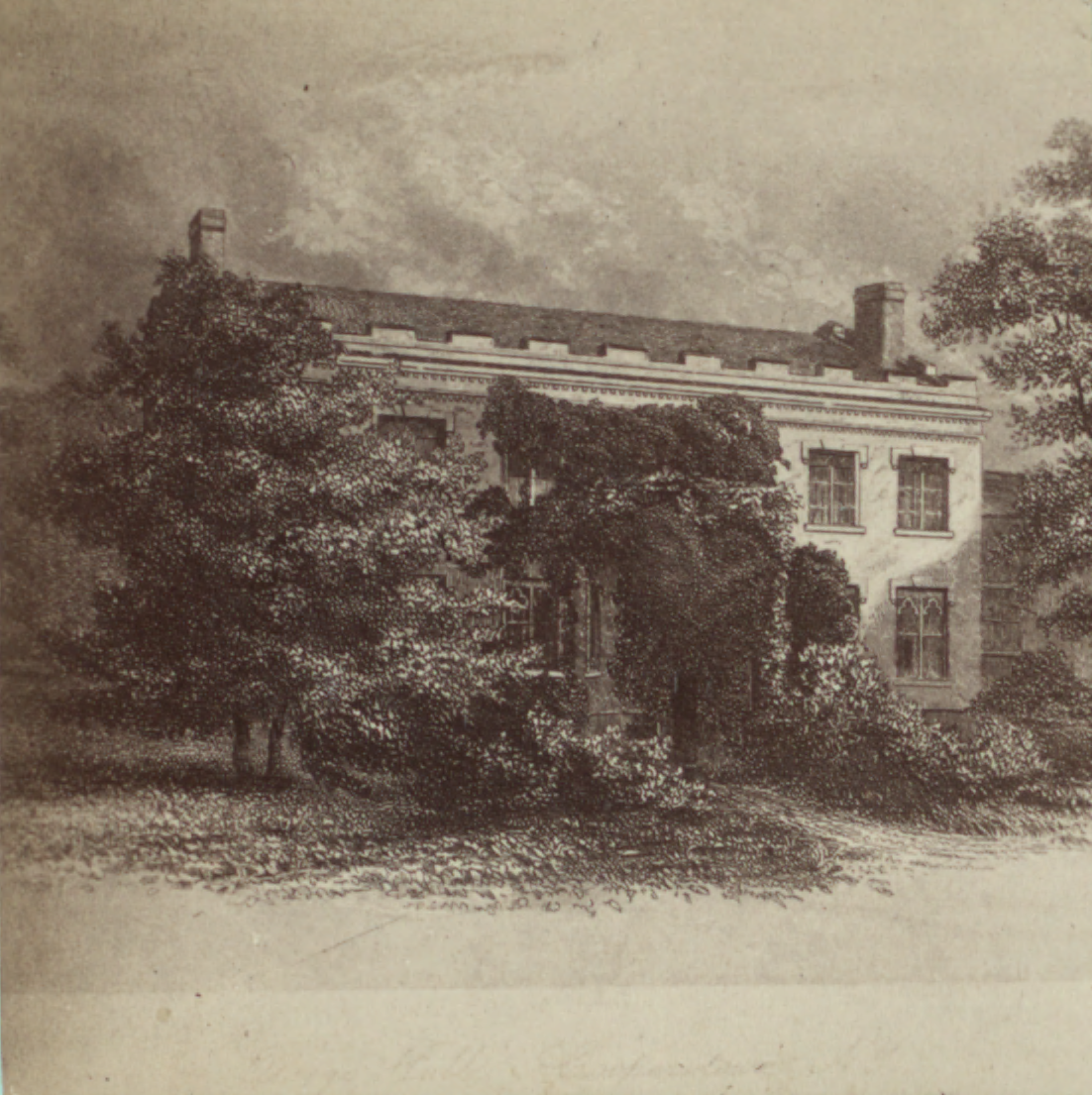
Otsego Hall, Cooperstown

Susan Cooper naît en 1813 à Mamroneck, dans l'État de New York. Elle est la fille du romancier James Fenimore Cooper et de son épouse Susan Augusta De Lancey. L'éducation des enfants du couple est particulièrement soignée. Susan Cooper a des professeurs privés, parle et lit quatre langues, elle étudie l'histoire et la littérature anglo-américaines, elle dessine, danse, fait de la musique. La famille vit à New York de 1822 à 1826, en lien avec la carrière littéraire de James Fenimore Cooper en Europe, puis en France de 1826 à 1833, où elle poursuit ses études dans un pensionnat. Elle voyage parfois avec son père, qu'elle aide à documenter et à organiser ses notes. Son père écarte à deux reprises des candidats au mariage avec sa fille, l'un parce qu'il est français, l'autre parce qu'il est trop âgé. Après un séjour en France, la famille se réinstalle en 1833 aux États-Unis, d'abord à New York durant trois ans, puis à Otsego Hall, la maison de famille de Cooperstown, dans l'État de New York, une ville fondée par son grand-père paternel William Cooper. James Fenimore Cooper l'encourage à écrire.

## Activités éditoriales
Elle publie sous le pseudonyme d'« Amabel Penfeather » son premier livre Elinor Wyllys: or The Young folk of Longbridge, en 1845.
En 1854, elle publie Rhyme ans Reason of Country Life et Rural Rambles, une nouvelle, The Wonderful Cookie, plusieurs fois rééditée. Elle réalise une édition américaine de l'ouvrage Country Rambles du botaniste anglais John Leonard Knapp (en). Elle publie en 1859 Mount Vernon: A Letter to The children of America. Enfin, elle édite en 1861 les papiers de son père, intitulés Papers and Pictures from the Writings of James Fenimore Cooper. Cooper est également l'autrice d'un essai sous la forme d'une lettre sur le droit de vote des femmes, Female Suffrage: A Letter to the Christian Women of America (1870).

### Rural Hours
Le journal qu'elle tient durant la dernière partie de la vie de son père constitue la base de son deuxième ouvrage, Rural Hours (1850), qui offre un récit de la vie rurale dans l’État de New York. Elle y évoque les foires locales, les Indiens, les oiseaux, la neige qui fond, les soins ménagers et les vieilles superstitions hollandaises.Rural Hours est réédité neuf fois au cours des quarante ans suivantes. Il paraît ensuite en 1887 sous une forme abrégée (40 % du texte est supprimé). Dans cet ouvrage, Susan Cooper porte une attention particulière aux détails et à la précision des observations historiques naturelles. Elle appelle notamment à la préservation des forêts d'Ostego, avant d'autres auteurs comme Walden ou George Perkins Marsh.
La réédition en 1998 de Rural Hours permet une reconnaissance de Susan Cooper comme une autrice à part entière.
Bien que Cooper soit considérée comme une botaniste amateure, Rural Hours a retenu l'attention du scientifique Charles Darwin et de l'auteur Henry David Thoreau. Ainsi, dans une lettre adressée à Asa Gray, Darwin écrit : « En parlant de livres, je suis au milieu d'un livre qui me plaît […] le journal de la naturaliste Miss Cooper. Qui est-elle ? Elle semble une femme très intelligente et donne un compte rendu capital de la bataille entre nos et vos mauvaises herbes ».
Henry David Thoreau mentionne dans son journal intime qu'il a lu une partie de Rural Hours et certains passages de son livre Walden pourraient avoir été suggérés par les observations de Cooper sur les huards, les baies sauvages, la perception de l'abîme du lac et la rupture saisonnière de la glace.
Cooper manifeste un grand intérêt pour l'art qu'elle a étudié en Europe. Alors que certains écrivains, comme Jack Kramer, affirment que les planches de l'édition illustrée de Rural Hours sont de Cooper, il ne reste aucune preuve à cet effet.

### Légataire littéraire des œuvres de James Fenimore Cooper et autres activités littéraires
Susan Cooper rédige l'introduction aux éditions posthumes des nouvelles de James Fenimore Cooper, entre 1876 et 1884, expliquant les sources d'inspiration. Elle est l'autrice d'articles sur l’œuvre de son père dans le magazine Athlantic Monthly en 1887, où elle évoque la vie familiale. Elle publie également des souvenirs personnels, publiés à titre posthume dans un recueil de correspondance de son père.

## Activités caritatives
Après la guerre civile, elle fonde plusieurs œuvres caritatives.En 1873, elle ouvre un orphelinat à Cooperstown. L'établissement ouvre avec cinq élèves, puis en 1900, le bâtiment, érigé en 1883, abrite quatre-vingt-dix filles et garçons. En 1886, Cooper fonde la Friendly Society dont les membres parrainent des filles de l'orphelinat. Elle soutient la fondation en 1868 d'un hôpital à Cooperstown, devenu une maison de retraite,.

## Fin de vie
Elle meurt à 81 ans, à Cooperstown. Elle est inhumée avec le journal de son père. Ses papiers personnels sont conservés par la New York Stat Historical Association. Rosaly Toma Kurth lui a consacré sa thèse, intitulée Susan Fenimore Cooper: A Study of her Life and Work, soutenue en 1974 à l'université Fordham.

## Publications
- Elinor Wyllys A Tale, a novel (ed. by James Fenimore Cooper). 1845. Londres: Richard Bentley (OCLC 11850952)
- Rural Hours, a nature diary of Cooperstown, New York, 1850. New York City: George Palmer Putnam. (OCLC 428430990) .
- The Lumley Autograph (1851)
- Country Rambles in England; or, Journal of a Naturalist, written by John Leonard Knapp, Notes and Additions by Susan Fenimore Cooper (1853)
- The Journal of a Naturalist, English edition of Rural Hours (1855)
- Mt. Vernon: A Letter to the Children of America (1859)
- Female Suffrage: A Letter to the Christian Women of America (1870)
- Rhyme and Reason of Country Life (1885)
- Rural Hours . Boston et New York : Houghton Mifflin Harcourt, 1887, A Celebration of Women Writers

## Galerie

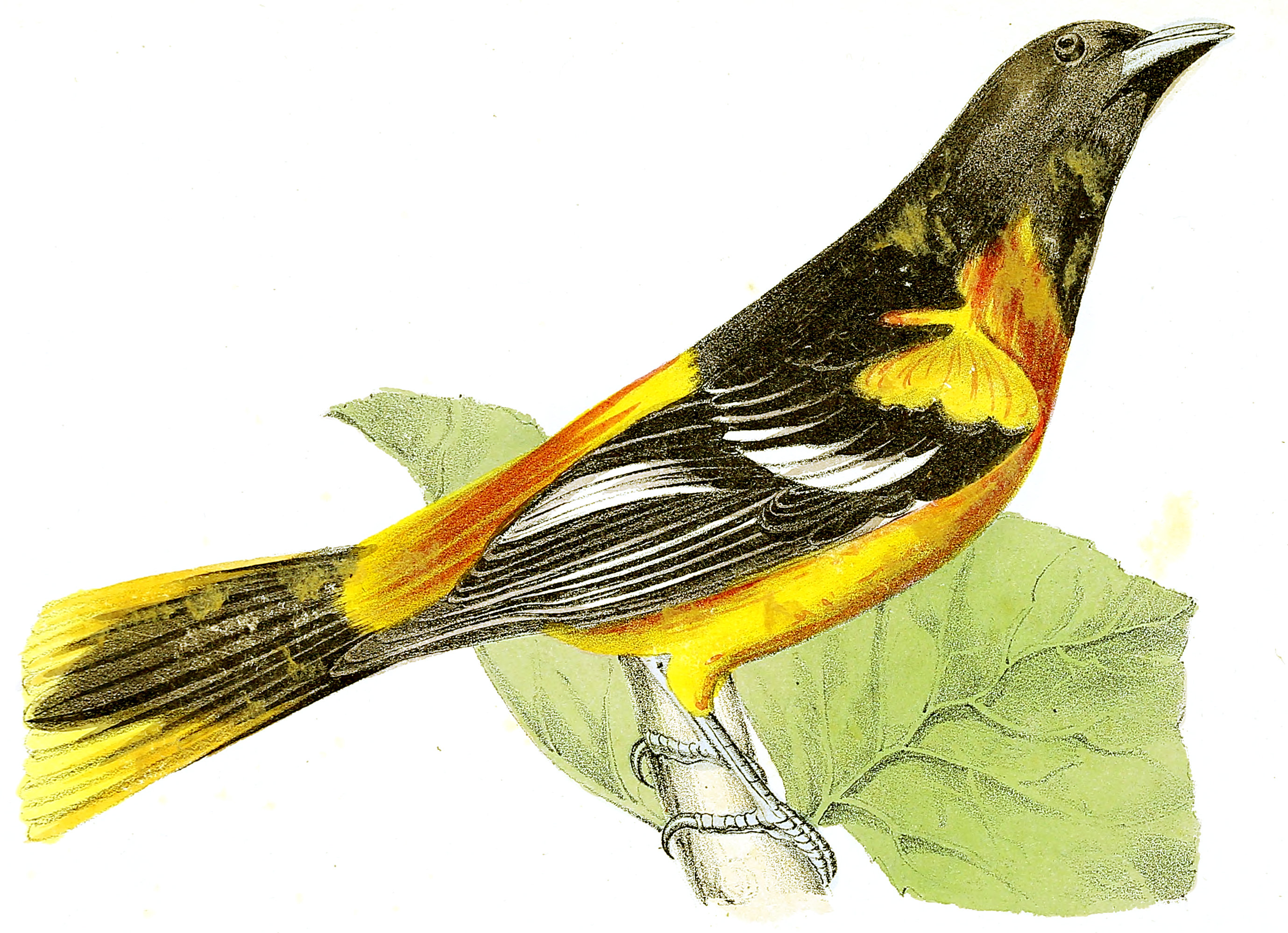
Loriot doré (1851).
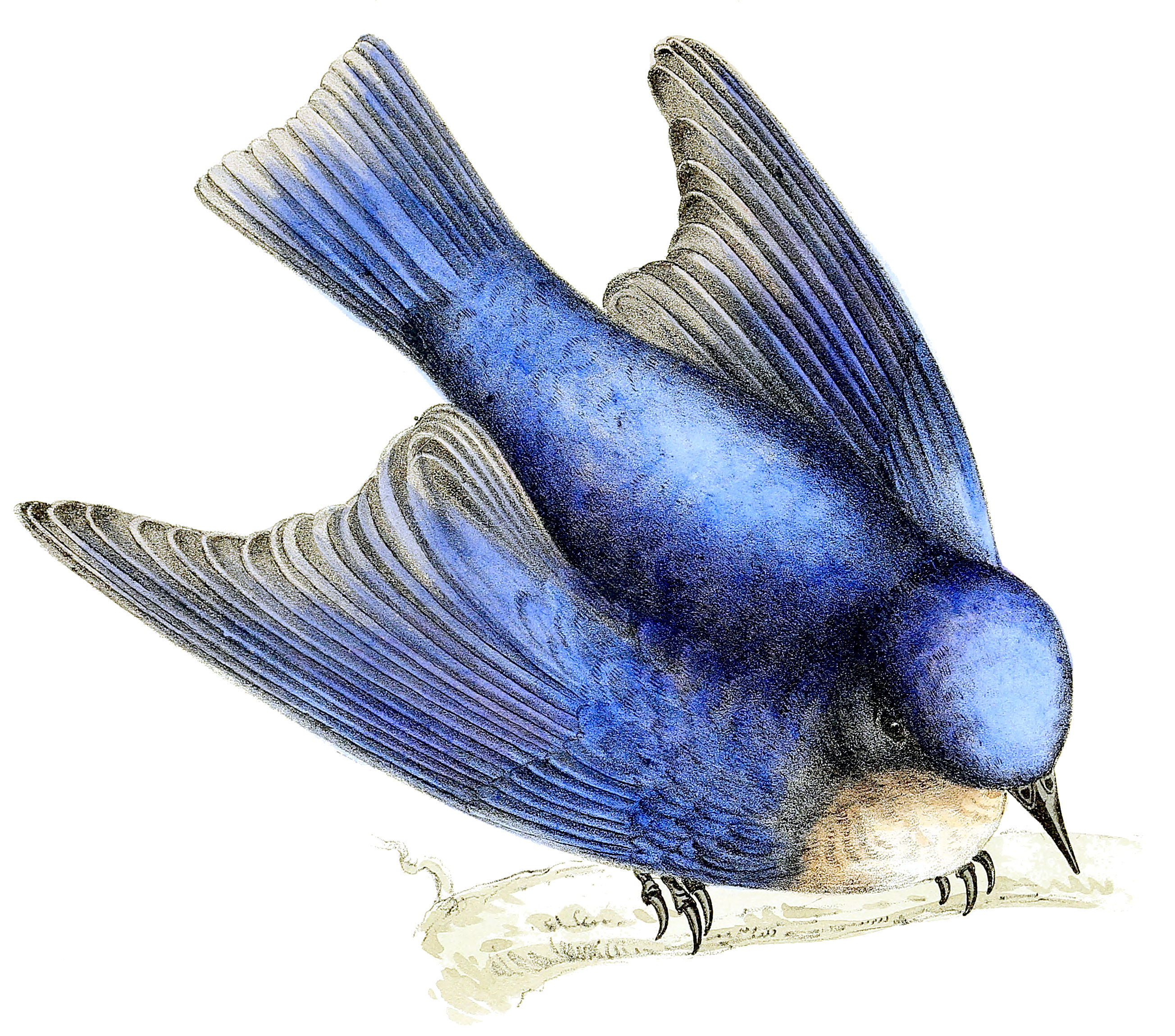
Merlebleu
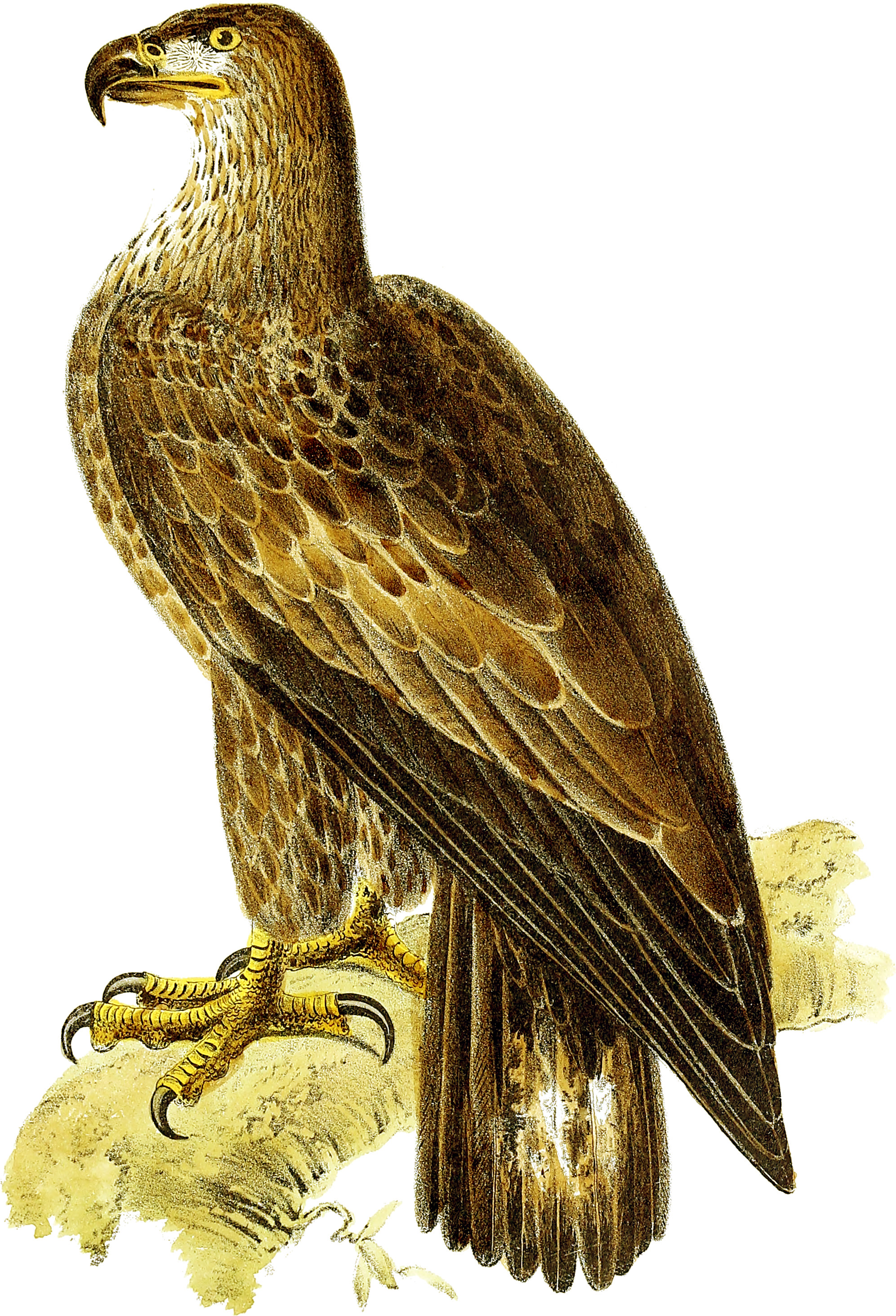
Pygargue à tête blanche
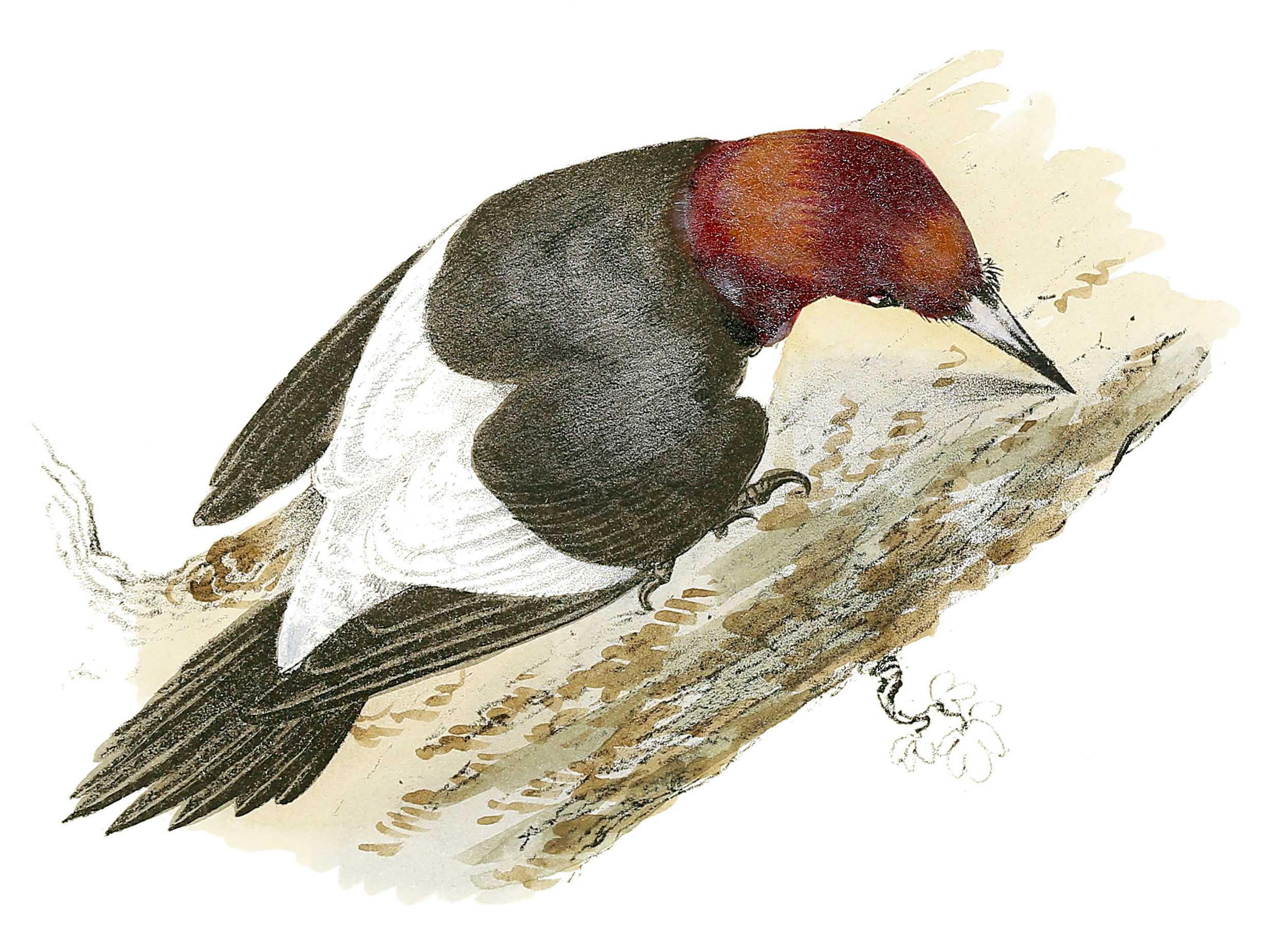
Pic à tête rouge
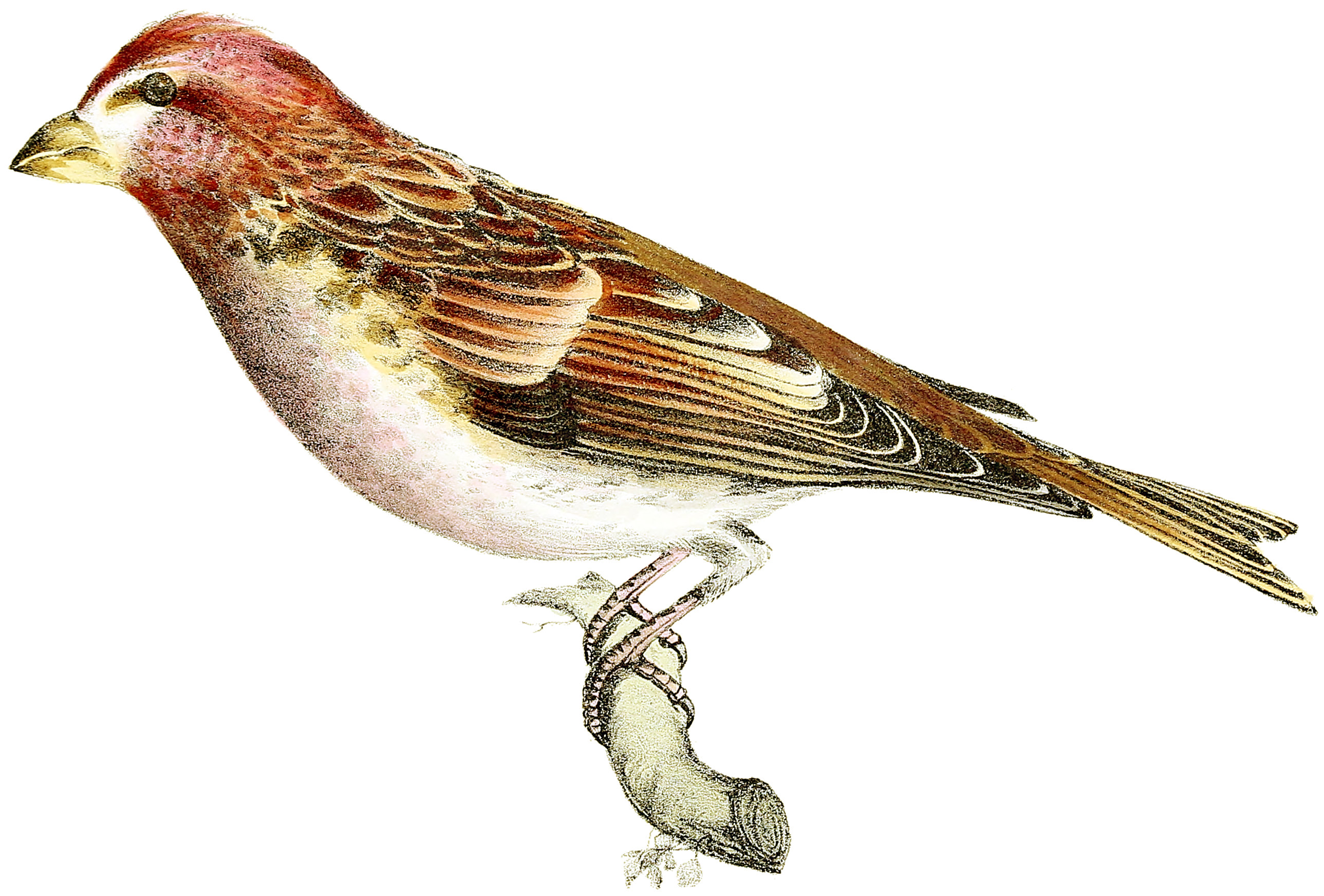
Roselin pourpré
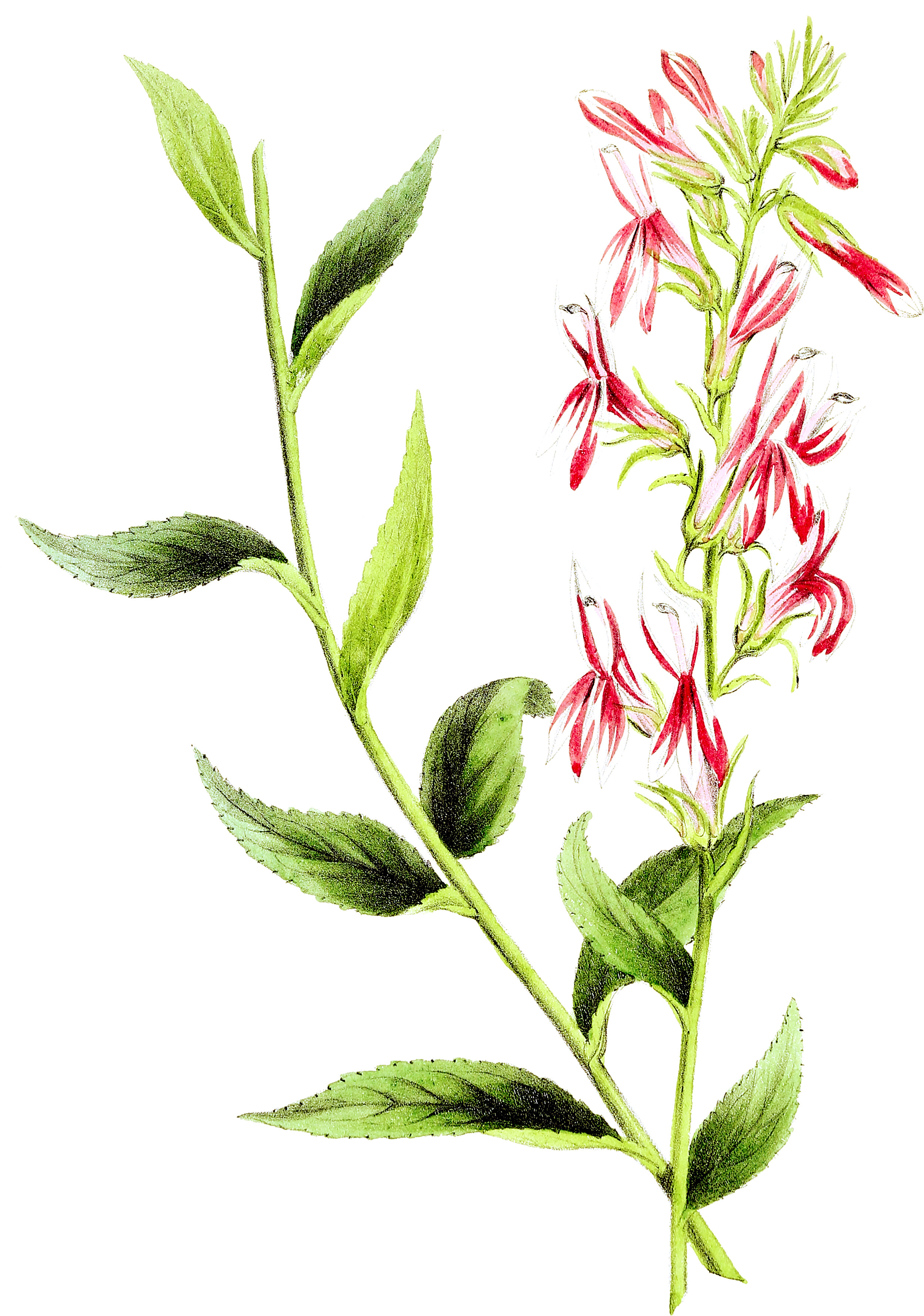
Lobelia cardinalis
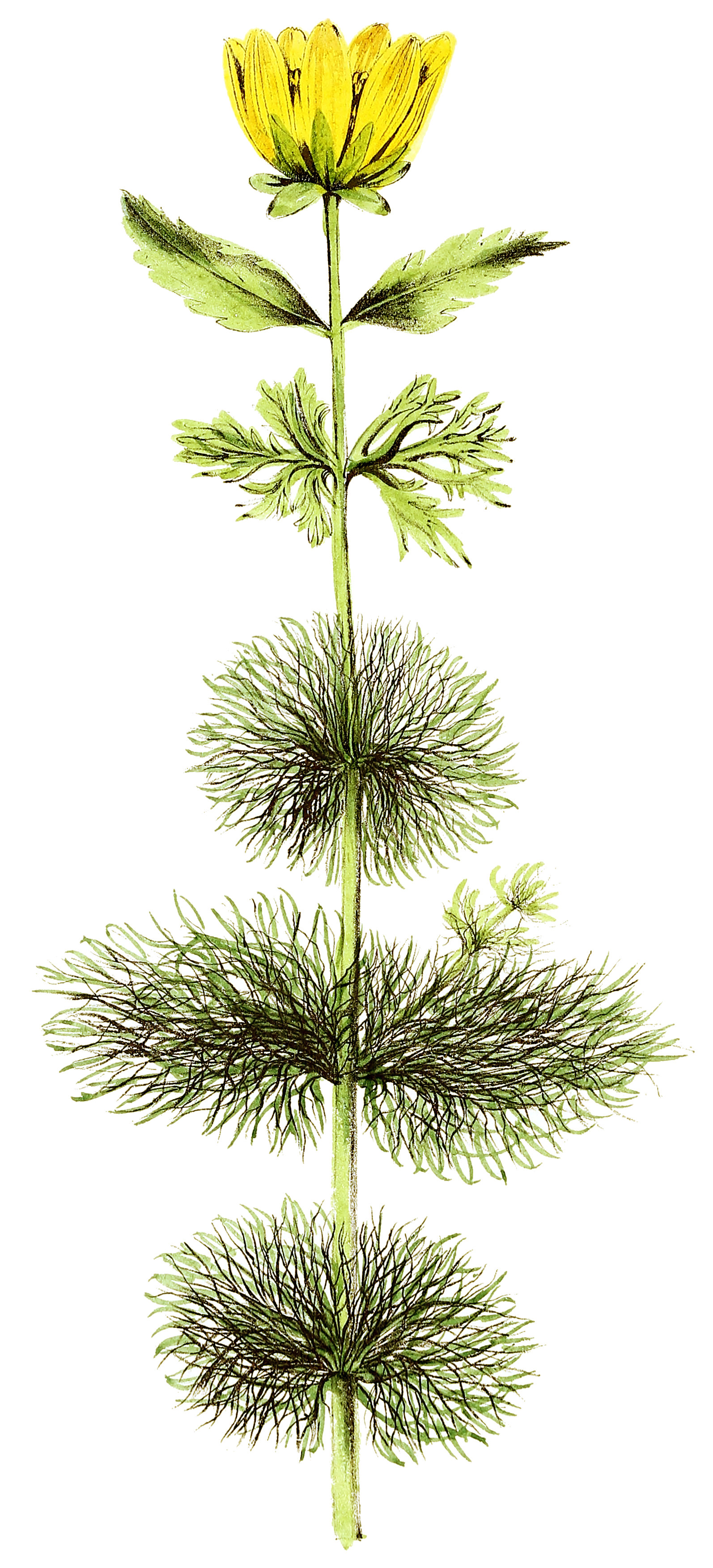
Asteraceae
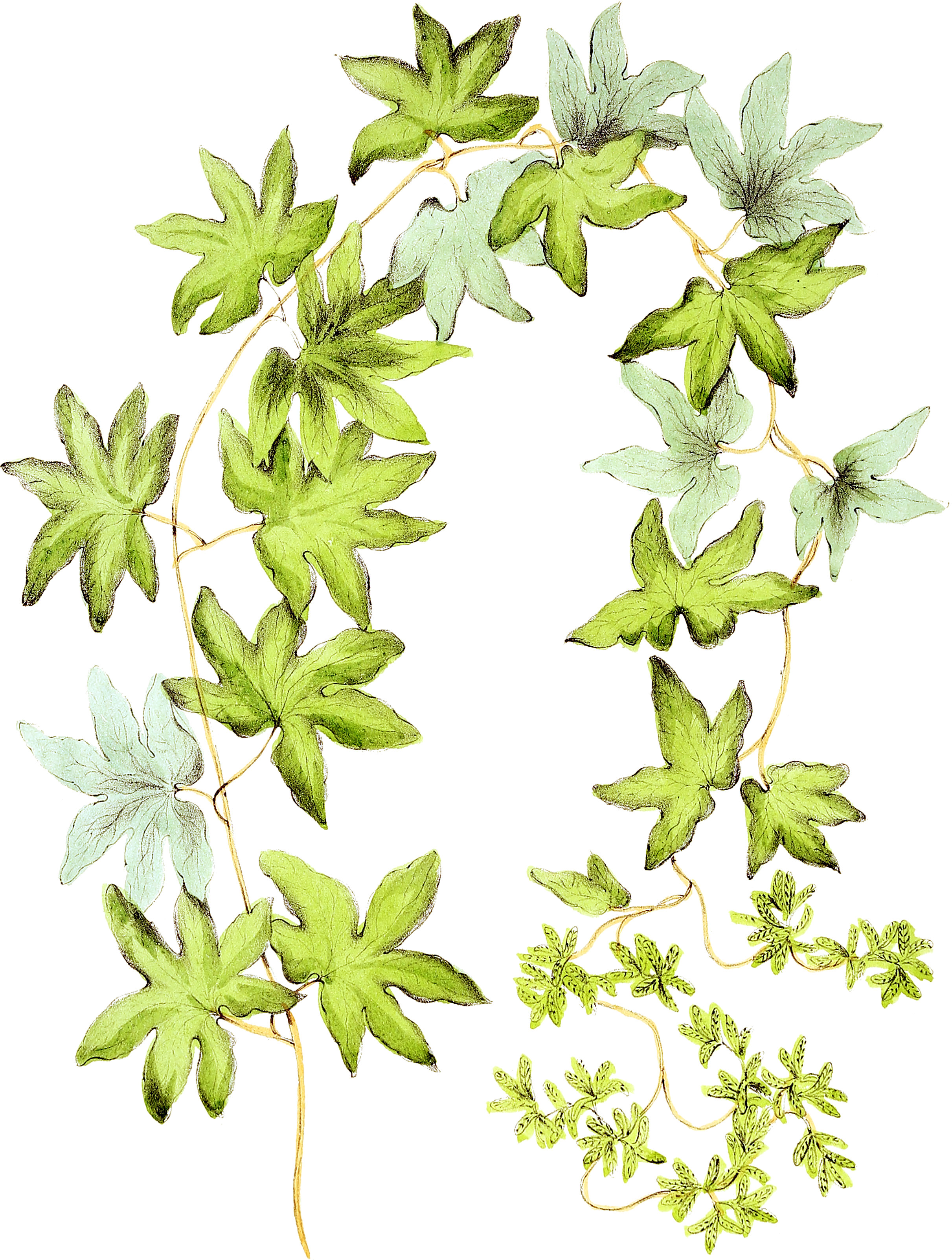
Lygodium